# Baz (Türkei)
Baz (reichsaramäisch ܒܙ) ist der Name eines Stammes der assyrischen Christen und war der historische Name der von ihnen bewohnten Region der in der Provinz Hakkâri, der südöstlichsten Provinz der Türkei, im Dreiländereck an der Grenze zum Irak und zum Iran. Das Gebiet lag auf der rechten Seite des Oberlaufs des Großen Zab am Oberlauf eines Zuflusses des Şemdinli-Flusses, südöstlich der Provinzhauptstadt Hakkâri nördlich der türkisch-irakischen Grenze. Im Westen lag das Siedlungsgebiet der ebenfalls assyrischen Țāl und Txuma, im Osten das der Ǧilu, deren Name noch heute im Namen des dritthöchsten Berges der Türkei, des Cilo Dağı erhalten ist. Im Südosten lag Şemdinli. Hauptort war Māṯā d'Bāz, heute Çanaklı.
Das Wort Baz bedeutet Falke oder kleiner Adler. Die Bewohner der Region sprachen Aramäisch und gehörten zur altchristlichen Glaubensgemeinschaft der Assyrischen Kirche des Ostens. In osmanischer Zeit waren Assyrer von Baz für ihren Kampfesmut und ihre kirchliche Baukunst berühmt. Die schönsten Kirchen der Nestorianer befinden sich in der Baz-Region von Hakkari. Sie gehörten zu den waffenfähigen Aşirets, die in relativer Unabhängigkeit dem Emir von Hakkâri zur Heeresfolge verpflichtet waren und deren Maliks gelegentlich auch Muslime als Untertanen hatten, im Gegensatz zu ihren Landsleuten, die als Reâyâ von kurdischen Ağas oder eben auch assyrischen Aşirets wie den Baz abhängig waren.
Baznaye siedeln heute in einigen Dörfern des Nordirak und im Nordosten Syriens. Nach dem Völkermord an den syrischen Christen (1915) sind viele aus der Türkei in die USA, Australien, Deutschland und Frankreich geflüchtet bzw. ausgewandert. Sie pflegen weiterhin ihre Sprache und traditionellen Tänze.
Die meisten der etwa 20 assyrischen Dörfer von Baz wurden 1915 zerstört, doch stehen noch einige frühere Kirchen, insbesondere Mar Qayyoma in Schwawuta, Mar Quraqos in Argab und Mart Maryam in Be-Selim.

## Bekannte Personen
- Agha Petros